# Metro van Sevilla
De metro van Sevilla (Spaans: Metro de Sevilla) werd geopend op 2 april 2009. Het net bestaat uit een lijn en meer dan 18,2 kilometer spoor, waarvan ongeveer 11 kilometer ondergronds. Lijn 1 is een lichte metro, want hoewel met deze met trams wordt geexploiteerd, is de infrastructuur geheel kruisingsvrij aangelegd. Alle 22 stations van lijn 1 zijn uitgerust met deuren tussen perron en spoor.
Het is het 6e metrosysteem gebouwd in Spanje, na de metro van Madrid, de metro van Barcelona, de metro van Valencia, de metro van Bilbao en de metro van Palma de Mallorca.

## Geschiedenis
Al in de late jaren '70 begon de bouw van een metronetwerk met 3 lijnen. In 1983 werd het werk gestopt omdat er voor schade werd gevreesd aan historische gebouwen. Ook economisch gezien werd het project bekritiseerd omdat Sevilla op dat moment geen grote bevolkingsgroei had. 
Geïnspireerd door de vele metroprojecten in Spanje en de dynamische ontwikkeling na Expo '92, kwam de aanleg van een metro einde jaren '90 weer op het programma. Normaal gezien zou de eerste lijn geopend worden in 2006, maar dit werd uiteindelijk 2009. Drie andere lijnen staan op dit moment nog gepland voor aanleg.

## Lijnen
| Lijn | Route                          | Lengte  | Stations | Opening |
| ---- | ------------------------------ | ------- | -------- | ------- |
|      | Olivar de Quinto ↔ Ciudad Expo | 18,2 km | 22       | 2009    |
|      | Torreblanca ↔ Puerta Triana    | 12,5 km | 17       | -       |
|      | Pino Montano ↔ Bermejales      | 11 km   | 17       | -       |
|      | Circular                       | 15 km   | 19       | -       |